# Marcus Vinícius Freire
Marcus Vinícius Simões Freire (Bento Gonçalves, 6 de dezembro de 1962) é um ex-jogador brasileiro de voleibol. Atualmente, é diretor de Esportes Olímpicos do Clube de Regatas do Flamengo.
De 2009 à 2016 exerceu o cargo de diretor executivo de esportes do Comitê Olímpico Brasileiro. Foi também CEO do Fluminense Football Club de agosto de 2017 à maio de 2018.
Como atleta, integrou a chamada "Geração de prata" do vôlei brasileiro, onde conquistou a medalha pela segunda colocação nos Jogos Olímpicos de 1984 em Los Angeles, nos Estados Unidos.Integrava em 1984 a equipe do ADC Sul Brasileiro, deixando o Bradesco Atlântica na ocasião.
Formado em Economia pela Candido Mendes, com MBA em Seguros na PUC RJ e MBA em Marketing pelo IBMEC RIO.
Cursou a Singularity University no Vale do Silício no curso de Lideranças Exponenciais.
E também se formou na Fundação Dom Cabral no Programa de Desenvolvimento de Conselheiros.
Trabalhou no Mercado Financeiro e de Seguros de 1990 à 2006.
Foi sócio-fundador das empresas de Marketing Esportivo Giveme5 e Dream Factory Sports. 
Como dirigente, foi Chefe da Missão do Brasil nos Jogos Pan-Americanos de 1999 em Winnipeg, no Canadá, nos Jogos Pan-Americanos de 2003, em Santo Domingo, nos Jogos Pan-Americanos de 2007, no Rio de Janeiro - a maior e mais bem sucedida delegação brasileira de toda a história - e também chefe da missão nos Jogos Olímpicos de Verão de 2000, em Sydney, na Austrália, nos Jogos Olímpicos de Verão de 2004, em Atenas, na Grécia, e nos Jogos Olímpicos de Verão de 2008, em Pequim, na China, a maior delegação brasileira em Olimpíadas de toda a história.
Marcus Vinicius Freire lançou em 2007 um livro escrito em parceria com a jornalista Deborah Ribeiro de Almeida, sócia diretora da produtora de vídeo e agência de comunicação New Gap Productions - Soluções em Mídia. A obra, intitulada Ouro Olímpico - a história do marketing dos aros pertence ao selo COB Cultural, editora Casa da Palavra, e relata a história do marketing olímpico desde os Jogos Olímpicos da Antiguidade até os Jogos Olímpicos de Londres em 2012. O prefácio é do presidente do Comitê Olímpico Brasileiro (COB), Carlos Arthur Nuzman. Também faz referência à obra, o técnico campeão da seleção brasileira de vôlei masculino, Bernardinho. O livro contém 336 páginas de conteúdo inédito sobre marketing olímpico, marketing esportivo mundial. Em 2014, lançou seu segundo livro chamado RESOLVA! pela Editora Gente.
No dia 7 de janeiro de 2025, o Flamengo anunciou Marcus Vinícius Simões Freire como novo diretor de Esportes Olímpicos.